# Giải thưởng phim truyền hình Hàn Quốc lần thứ 7
Giải thưởng phim truyền hình Hàn Quốc lần thứ bảy (tiếng Hàn: 코리아 드라마 어워즈) là một lễ trao giải cho những bộ phim truyền hình xuất sắc của Hàn Quốc được diễn ra tại Trung tâm Văn hóa Nghệ thuật Gyeongnam ở Jinju, Nam Gyeongsang vào ngày 1 tháng 10 năm 2014. Danh sách đề cử bao gồm những bộ phim Hàn Quốc phát sóng từ tháng 10 năm 2013 đến tháng 9 năm 2014.

## Đề cử và kết quả
(Người giành giải được in đậm)
| Grand Prize (Daesang) | Phim xuất sắc nhất |
| --- | --- |
| - Kim Soo-hyun - Vì sao đưa anh tới - Cho Jae-hyun - Jeong Do-jeon - Ha Ji-won - Hoàng hậu Ki - Jun Ji-hyun - Vì sao đưa anh tới - Lee Min-ho - Những người thừa kế                                           | - Vì sao đưa anh tới (SBS) - Hoàng hậu Ki (MBC) - Jeong Do-jeon (KBS1) - Gia tộc họ Wang (KBS2) - Secret Love Affair (jTBC)                                                               |
| Đạo diễn xuất sắc nhất | Biên kịch xuất sắc nhất |
| - Shin Won-ho - Hồi đáp 1994 - Ahn Pan-seok - Secret Love Affair - Han Hee, Lee Sung-joon - Hoàng hậu Ki - Jang Tae-yoo - Vì sao đưa anh tới - Kang Shin-hyo, Boo Sung-chul - Những người thừa kế             | - Jung Hyun-min - Jeong Do-jeon - Jung Sung-joo - Secret Love Affair - Kim Soon-ok - Jang Bo-ri is Here! - Lee Woo-jung - Hồi đáp 1994 - Park Ji-eun - Vì sao đưa anh tới                 |
| Nam diễn viên xuất sắc nhất | Nữ diễn viên xuất sắc nhất |
| - Kim Jae-joong - Bộ ba - Ji Chang-wook - Hoàng hậu Ki - Lee Jong-suk - Bác sĩ xứ lạ - Lee Seung-gi - Chạy đâu cho thoát - Yoo Ah-in - Secret Love Affair                                                     | - Oh Yeon-seo - Jang Bo-ri is Here! - Choi Ji-woo - Quản gia bí ẩn - Hwang Jung-eum - Endless Love, Cuộc tình bí mật - Kim Hee-ae - Secret Love Affair - Lee Ji-ah - Thrice Married Woman |
| Nam diễn viên xuất sắc | Nữ diễn viên xuất sắc |
| - Lee Kwang-soo - Chỉ có thể là yêu - Choi Jin-hyuk - Fated to Love You, Những người thừa kế - Kim Woo-bin - Những người thừa kế - Park Hae-jin - Vì sao đưa anh tới - Seo In-guk - High School King of Savvy | - Kang So-ra - Bác sĩ xứ lạ - Baek Jin-hee - Hoàng hậu Ki - Jeon So-min - Công chúa Aurora - Lee Jin - Tình yêu tỏa sáng - Park Han-byul - Mộc Lan thời @                                 |
| Nam diễn viên mới xuất sắc nhất | Nữ diễn viên mới xuất sắc nhất |
| - Ahn Jae-hyun - Vì sao đưa anh tới - Seo Kang-joon - Cô nàng lắm chiêu - Lee Joon - Gap-dong - Lee Yi-kyung - Vì sao đưa anh tới - Son Ho-jun - Hồi đáp 1994                                                 | - Min Do-hee - Hồi đáp 1994 - Jun Hyoseong - My Dear Cat - Kim Dasom - Giai điệu tình yêu - Kim Ga-eun - Đôi tai ngoại cảm - Ko Sung-hee - Hoa hậu Hàn Quốc                               |
| Diễn viên nhí xuất sắc nhất | Cặp đôi xuất sắc nhất |
| - Kim Ji-young - Jang Bo-ri is Here! - Hong Hwa-ri - Hạnh phúc có thật - Kim Yoo-bin - Món quà của Thượng đế - 14 ngày                                                                                        | - Kim Sung-kyun và Min Do-hee - Hồi đáp 1994 |
| Nhạc phim xuất sắc nhất | Ngôi sao Hallyu nổi bật |
| - "Goodbye My Love" (Ailee) - Fated to Love You - "Hello / Goodbye" (Hyolyn) - Vì sao đưa anh tới - "My Destiny" (Lyn) - Vì sao đưa anh tới - "Touch Love" (Yoon Mi-rae) - Mặt trời của Chủ quân              | - Kim Soo-hyun - Vì sao đưa anh tới |
| Ngôi sao nổi bật | Ngôi sao toàn cầu |
| - Shin Sung-rok - Vì sao đưa anh tới | - Ryohei Otani - Phát súng hận thù |